# Cacau (futebolista)
Claudemir Jerônimo Barreto, mais conhecido como Cacau (Santo André, 27 de Março de 1981), é um ex futebolista brasileiro naturalizado alemão. Durante sua carreira como jogador de futebol, Cacau jogou pelo Nuremberg e Stuttgart na Bundesliga alemã. Na maior liga alemã, ele jogou 307 jogos e marcou 88 gols. Após sua naturalização, Cacau também jogou 23 partidas internacionais pela seleção alemã, marcando seis gols no processo. Com a seleção alemã, ele participou da Copa do Mundo de 2010 na África do Sul, onde terminou em terceiro lugar com a Alemanha.

## Carreira

### Início no Türk Gücü München
Cacau iniciou sua trajetória no futebol alemão aos 18 anos, quando foi levado pelo primo do seu treinador na época, Mauro Correia, para testes no inexpressivo Türk Gücü München, então na quinta divisão alemã. Após período de dois meses, foi aprovado nos testes e contratado. Sua estreia, porém, só aconteceu cinco meses mais tarde, por questões políticas.

### Nürnberg
Sua experiência nas divisões inferiores da Alemanha parecia que tinha terminado quando recebeu uma proposta para defender o Nürnberg, que disputava a elite alemã. Porém, Cacau acabou indo defender a equipe B, que disputava a quarta divisão. Após cinco meses e, estando em grande fase, acabou recebendo uma chance na equipe principal do Nürnberg, que estava com poucos atacantes disponíveis.

### Stuttgart
Uma temporada e meia foi suficiente para o brasileiro despertar o interesse do Stuttgart. Cacau teve um início complicado no Stuttgart, sendo preterido em sua primeira temporada por outros atacantes, disputando apenas uma vaga no banco de reservas muitas vezes. Já em sua segunda temporada no clube, acabou recebendo mais oportunidades e se tornando um dos principais nomes do elenco, tendo marcado, em quarenta e cinco partidas, vinte e três gols, sua melhor média até hoje.
Cacau voltaria a ter uma temporada de destaque entre o final do 2009 e o início do ano seguinte, quando entrou em boa fase com a artilharia, tendo marcado sete vezes no período de uma semana. Durante esse período, foi eleito o melhor jogador do mês de fevereiro, além de despertar interesse de vários clubes europeus. Apesar de ter declarado que deixaria o Stuttgart após o término do seu contrato, acabou renovando seu contrato até 2013.

### Seleção alemã
Quatro meses após receber a declaração de cidadania alemã, recebeu, em 19 de maio de 2009, sua primeira convocação para a Seleção Alemã, para as partidas contra os Emirados Árabes Unidos e China. Após não entrar no primeiro amistoso, conseguiu estrear contra a China, entrando aos 64 minutos de jogo no lugar de Mario Gómez, seu ex-companheiro de clube.[carece de fontes?] Apesar de sua grande fase no Stuttgart, Cacau demorou seis partidas para marcar seu primeiro gol com a camisa germânica. Na partida contra Malta, marcou duas vezes. Voltou a marcar na partida seguinte, contra a Hungria. Pouco tempo depois, foi anunciado entre os vinte e três convocados para a Copa do Mundo de 2010.
Em sua estreia em Copas do Mundo, Cacau entrou aos sessenta e oito minutos de partida, no lugar de Miroslav Klose. Dois minutos mais tarde, marcou o quarto tento germânico na vitória sobre a Austrália por 4 a 0 sendo o primeiro gol "brasileiro" nesta competição. Nos acréscimos do segundo tempo, Cacau também recebeu seu primeiro cartão amarelo, após uma queda que o árbitro julgou ser simulação.

#### Partidas internacionais
| 1.                                 | 29 de maio de 2009    | Shanghai, China               | China                  | 0 | 1–1 | Amistoso                                    |
| 2.                                 | 2 de junho de 2009    | Dubai, Emirados Árabes Unidos | Emirados Árabes Unidos | 0 | 7–2 | Amistoso                                    |
| 3.                                 | 12 de agosto de 2009  | Baku, Azerbaijão              | Azerbaijão             | 0 | 2–0 | Eliminatórias da Copa do Mundo FIFA de 2010 |
| 4.                                 | 14 de outubro de 2009 | Hamburgo, Alemanha            | Finlândia              | 0 | 1–1 | Eliminatórias da Copa do Mundo FIFA de 2010 |
| 5.                                 | 3 de março de 2010    | Munique, Alemanha             | Argentina              | 0 | 0–1 | Amistoso                                    |
| 6.                                 | 13 de maio de 2010    | Innsbruck, Áustria            | Malta                  | 2 | 3–0 | Amistoso                                    |
| 7.                                 | 29 de maio de 2010    | Budapeste, Hungria            | Hungria                | 1 | 3–0 | Amistoso                                    |
| 8.                                 | 3 de junho de 2010    | Frankfurt, Alemanha           | Bósnia e Hezergovina   | 0 | 3–1 | Amistoso                                    |
| 9.                                 | 13 de junho de 2010   | Durban, África do Sul         | Austrália              | 1 | 4–0 | Copa do Mundo FIFA de 2010                  |
| Atualizado até 15 de junho de 2010 |                       |                               |                        |   |     |                                             |

## Vida Pessoal
No dia 27 de junho de 2013 Cacau recebeu o título de Cidadão Mogiano, na Câmara Municipal de Mogi das Cruzes, devido à inauguração do projeto social Esportes para a Vida, destinado a jovens de um bairro da periferia mogiana, recebendo a homenagem pelos serviços prestados ao município. O futebolista passou boa parte da infância em Mogi das Cruzes, onde jogou em uma escolinha.

## Títulos
Stuttgart
- Campeonato Alemão: 2007